# Katharine Furse

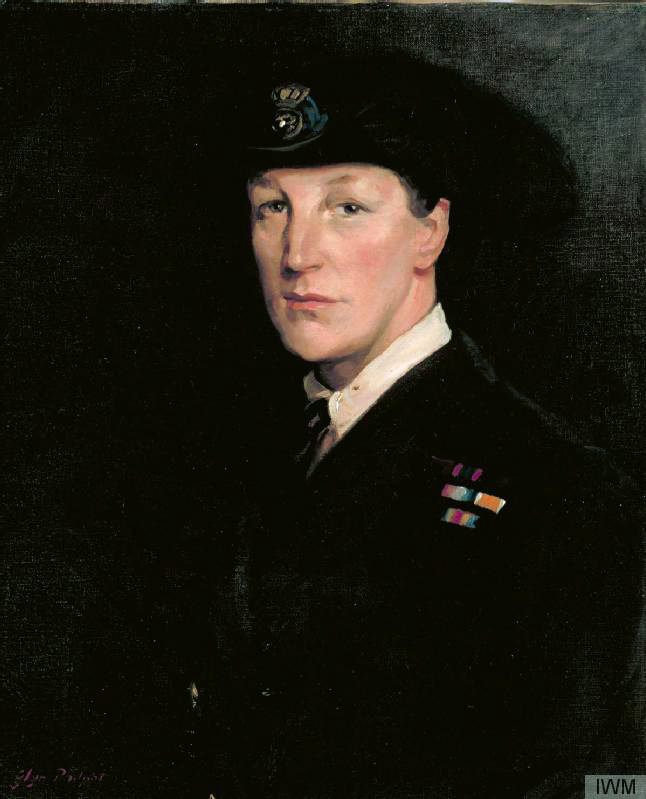
Dame Katharine Furse (Glyn Philpot, 1920)

Dame Katharine Furse, GBE, RRC (geborene Symonds, * 23. November 1875 in Bristol, Vereinigtes Königreich; † 25. November 1952 in London, Vereinigtes Königreich) war eine britische Krankenschwester und Militärbeamtin. Sie leitete 1914 in Frankreich die erste ins Ausland geschickte Voluntary Aid Detachment-Einheit des Roten Kreuzes und wurde 1917 die erste Direktorin des Women’s Royal Naval Service (WRNS).

## Leben und Werk

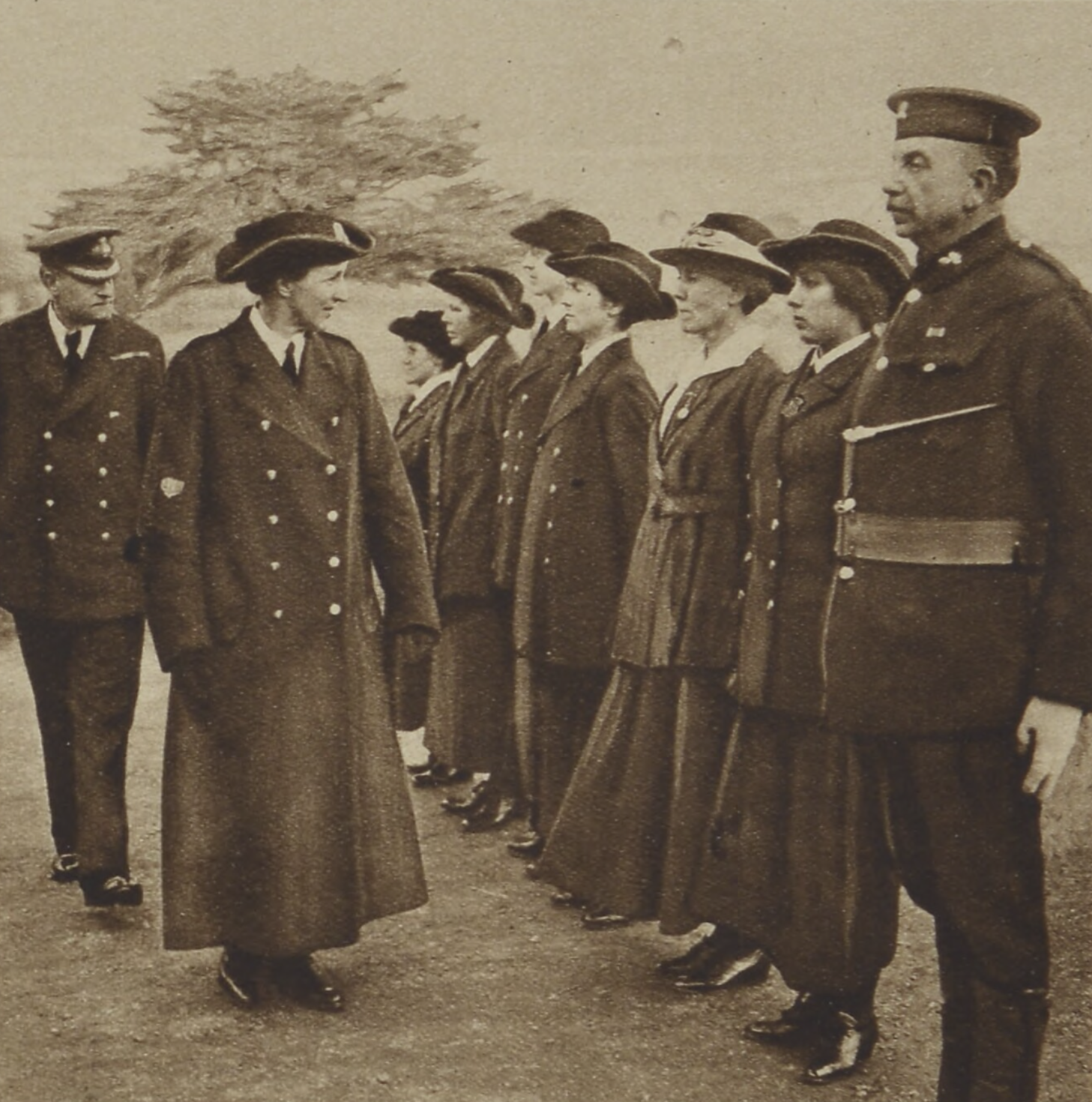
Katharine Furse bei der Inspektion (um 1918)

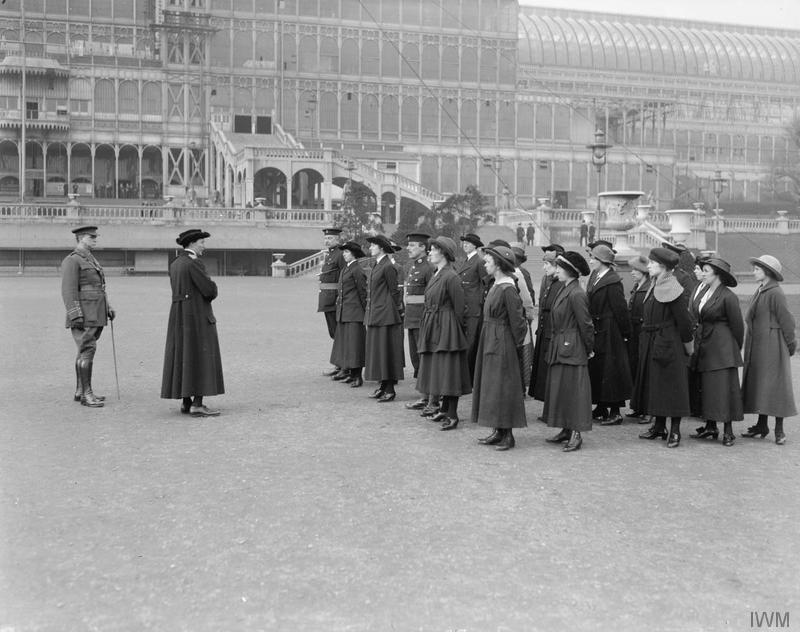
Katharine Furse spricht vor Offizieren und Mannschaften des WRNS, die ihre Grundausbildung abgeschlossen haben und in Kürze zu verschiedenen Stationen eingezogen werden

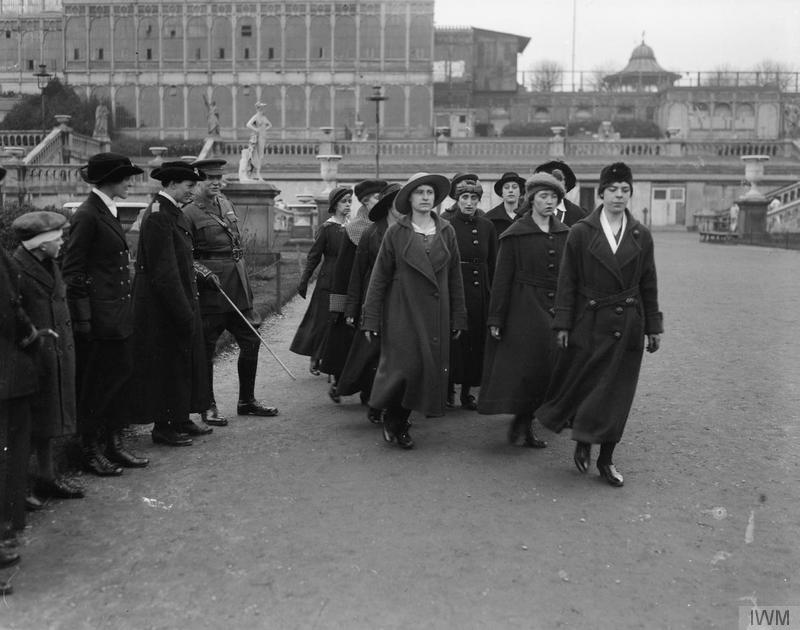
Katharine Furse beobachtet eine Truppenübung der Rekruten des WRNS im Crystal Palace

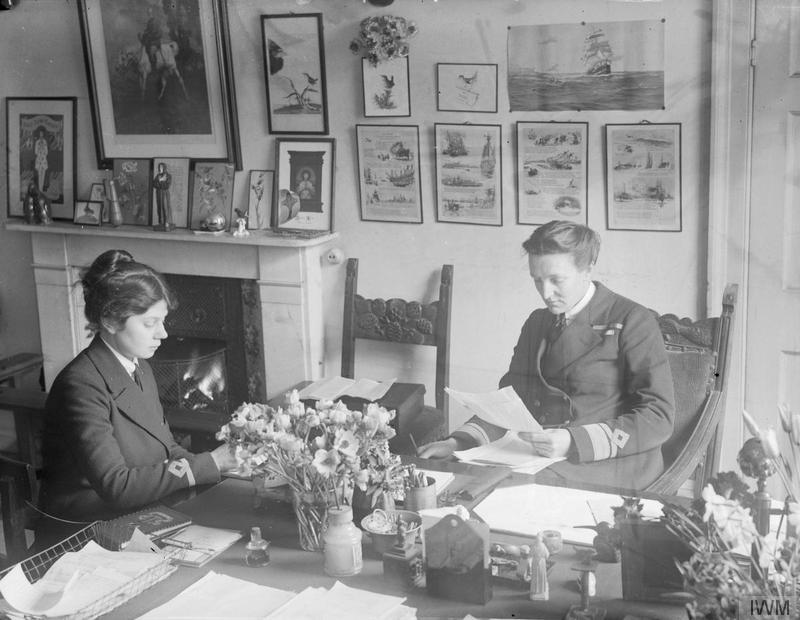
Katharine Furse, die Direktorin des WRNS, mit ihrer Sekretärin Miss M. Butcher, 1917

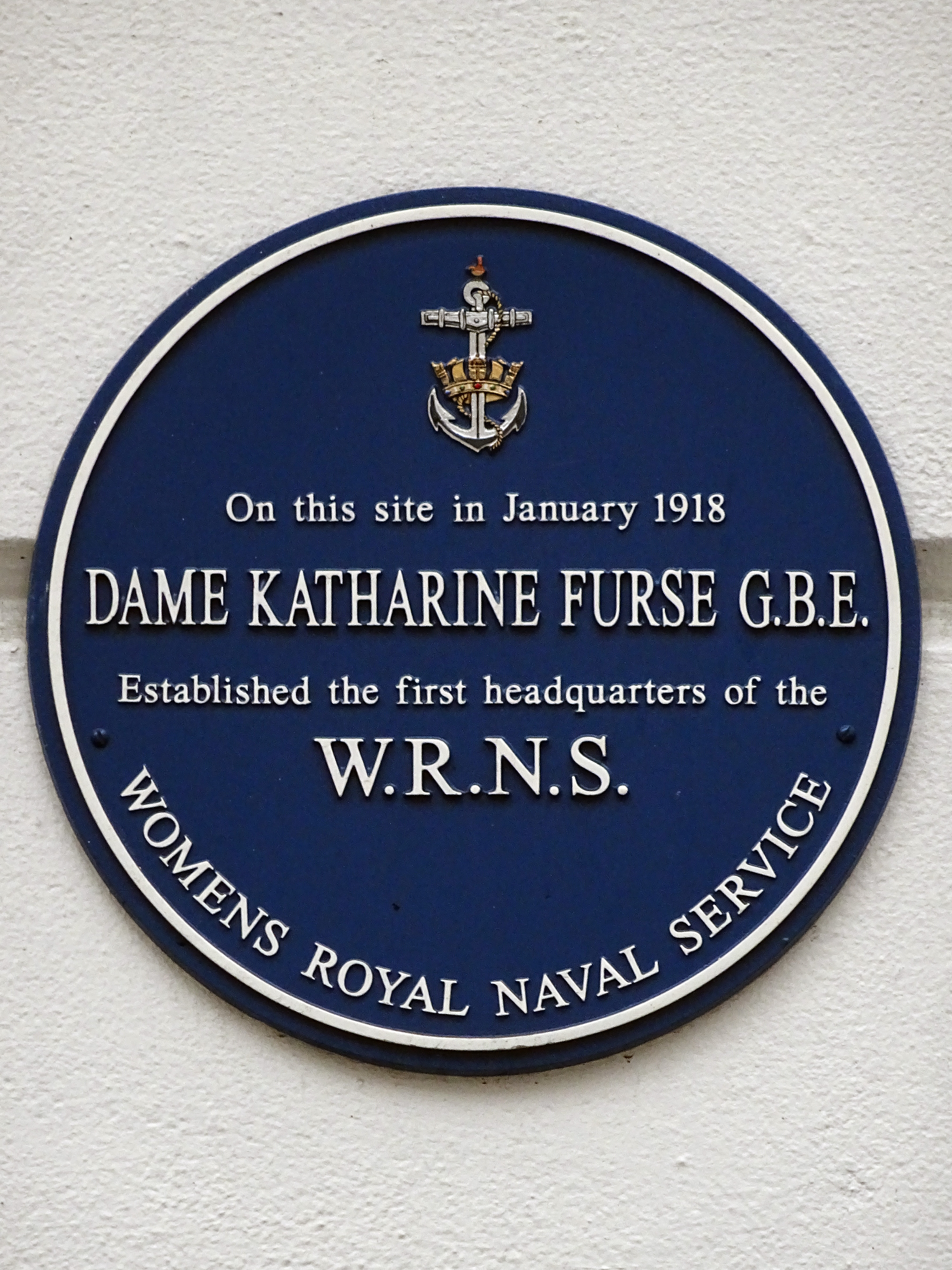
Blaue Gedenktafel, errichtet vom WRNS im Jahr 2018 am 15 Stanhope Gate, London

Furse war die vierte Tochter des Historikers John Addington Symonds (1840–1893) und Janet Catherine North (1837–1913). Ihre Mutter war die Schwester der Malerin Marianne North und Tochter von Frederick North, Gutsherr von Rougham in Norfolk, und liberalem Parlamentsabgeordneten für Hastings. Sie wurde von Gouvernanten und ihrer Mutter erzogen. Aufgrund des schlechten Gesundheitszustands ihres Vaters verbrachte sie den Großteil ihrer Jugend in der Schweiz in Davos und in Italien. In Davos besuchte häufig die Kranken. Sie erhielt für ein paar Monate an einer Schule in Lausanne Unterricht in Erster Hilfe und Hauskrankenpflege. Später studierte sie in London Massage. 1900 heiratete sie den Maler Charles Wellington Furse (1868–1904), mit dem sie zwei Söhne bekam, Peter Reynolds Furse (1901–1970) und John Paul Wellington Furse (1904–1978). Ihr Ehemann starb vier Jahre später.

## Dienst beim Voluntary Aid Detachment (VAD)
Bald nach der Gründung der ersten Freiwilligen-Hilfsabteilungen des Britischen Roten Kreuzes bei der Territorialarmee trat Furse 1909 dort ein. Im September 1914 schickte Arthur Stanley sie mit anderen Vertretern zu Vorgesprächen nach Frankreich, und im folgenden Monat leitete sie die erste offizielle VAD-Einheit, die ins Ausland geschickt wurde. Die Einheit wurde angewiesen, zunächst in Boulogne, Raststationen für Soldaten entlang der Marschwege einzurichten. Viele tausend Verwundete wurden dort versorgt.
Ende 1914 wurde sie nach London zurückgerufen, um eine VAD-Abteilung aufzubauen. 1916 wurde Furse mit dem Royal Red Cross ausgezeichnet. Als ein gemeinsames Komitee zur Koordinierung der VAD-Arbeit des Britischen Roten Kreuzes und des Order of St John eingerichtet wurde, wurde Furse zur Oberbefehlshaberin ernannt und zur Lady of Grace des Order of St John. 1917 war sie eine der fünf Frauen, die als Dame Grand Cross des neu geschaffenen Order of the British Empire geadelt wurden.

## Direktorin des Women’s Royal Naval Service
Im November 1917 traten Furse und mehrere ihrer älteren Kollegen zurück und ihr wurde die Stelle als Direktorin des Women’s Royal Naval Service (WRNS) angeboten, mit einem Rang, der dem eines Rear-Admiral äquivalent war. In Zusammenarbeit mit Tilla Wallace und Rachel Crowdy organisierte sie den WRNS, indem sie die Bezahlungs-, Zulagen- und Dienstbedingungen ausarbeitete und die Uniformen entwarf. Die Frauen nannten sich Wrens, um anstößigen Spitznamen vorzubeugen. Nach der Genehmigung durch König Georg V. begann der Dienst im November 1917 mit der Rekrutierung. Obwohl der neue Dienst nur ein Jahr Krieg erlebte und nie mehr als 7000 Mitglieder zählte, waren die Mitglieder in jeden Aspekt der Marinearbeit an Land eingebunden, einschließlich der Vorbereitung von Waffenplänen, der Zündung von Wasserbomben und der Konstruktion von U-Boot-Netzen. Bis 1918 waren die Wrens im ganzen Land stationiert, sowie in Malta, Gibraltar, Genf und Bizerta. Am Ende des Krieges wurde die Organisation aufgelöst, aber im Zweiten Weltkrieg organisierte sich die Gruppe neu.
Die Frauen waren so erfolgreich, dass auch andere Organisationen wie das Women’s Army Auxiliary Corps (WAAC) und die Royal Air Force sowie die Women’s Royal Air Force (WRAF) gegründet wurden.

## Nachkriegszeit
Nach dem Krieg trat Furse in das Reisebüro von Sir Henry Lunn ein, heute TUI Group, und arbeitete hauptsächlich in der Schweiz, wo sie im Winter als Skirepräsentantin des Ski Club of Great Britain tätig war. Sie war die zweite Britin, die das goldene Abzeichen für das Bestehen der Skilaufprüfung erster Klasse erhielt, und die zweite Präsidentin des Ladies' Ski Club.
1920 gründete Furse die Association of Wrens, wodurch sie Vorsitzende der Sea Rangers wurde. von 1928 bis 1938 war sie Leiterin der World Association of Girl Guides and Girl Scouts war, deren Satzung sie entwarf.
Ihre Autobiografie Hearts and Pomegranates wurde 1940 veröffentlicht.
Furse starb 1952 in London, zwei Tage nach ihrem 77. Geburtstag und zwei Monate nach ihrem letzten öffentlichen Auftritt.
Ihre Enkelin war die US-Kongressabgeordnete Elizabeth Furse.

## Auszeichnungen und Ehrungen  (Auswahl)
- 2. Februar 1916: Member des Royal Red Cross (RRC)[14]
- 24. August 1917: Dame Grand Cross des Order of the British Empire (GBE)[6]
- 7. September 2017: Enthüllung einer Blauen Plakette am Clifton Hill House in Bristol[15]

## Veröffentlichung
- Ski-running. IndyPublish, 2004, ISBN 978-1414290799.